# Henrik Jaenzon
Henrik Jaenzon (* 1. Oktober 1886 in Göteborg, Schweden; † 27. April 1954 in Stockholm) war ein schwedischer Kameramann.

## Leben und Wirken
Der um ein Jahr jüngere Bruder des legendären Kameramanns Julius Jaenzon war nach seiner fotografischen Ausbildung im ersten Jahrzehnt des 20. Jahrhunderts im Jahre 1910 als Kameramann zum norwegischen Film gestoßen. Im Folgejahr debütierte er bei einer Dokumentation in seiner schwedischen Heimat, ab 1912 war Jaenzon ein gefragter Kameramann schwedischer Kinofilme mit Spielhandlung. Sein Frühwerk ist eng mit einigen Meisterwerken Victor Sjöströms und Mauritz Stillers verbunden, seit deren vorübergehenden Abgängen nach Hollywood Anfang / Mitte der 1920er Jahre versandete Jaenzons Œuvre.
Jaenzon verließ schließlich seinen Arbeitgeber Svensk Filmindustri und wechselte zur kleinen Firma Bewefilm, für die er vor allem minder bedeutende Inszenierungen Sigurd Walléns fotografierte. Nach 1926 trat Henrik Jaenzon kaum mehr als Kameramann in Erscheinung, sein einziger Tonfilm erschien 1935.

## Filmografie
- 1910: Barnens dag
- 1911: Bondefangeri i Vaterland (Kurzdokumentarfilm)
- 1912: Dödsritten under cirkuskupolen
- 1912: Jupiter på jorden
- 1912: Musikens makt
- 1913: Blodets röst
- 1913: Ingeborg Holm / Unser täglich Brot (Ingeborg Holm)
- 1913: Das Wunderwerk (Miraklet)
- 1913: Skandalen
- 1913: Halbblut (Halvblod)
- 1914: Dömen icke
- 1914: Födelsedagspresenten
- 1914: Ein Kind der Straße (Gatans barn)
- 1914: Waina, die junge Lappländerin (Högfjällets dotter)
- 1914: Salomos dom
- 1915: Det var i maj
- 1915: Hämnden är ljuv
- 1915: In der Stunde der Versuchung (I prövningens stund)
- 1915: Judaspengar
- 1915: Die Töchter des Landeshauptmanns (Landshövdingens döttrar)
- 1915: Lekkamraterna
- 1915: Sonad skuld
- 1916: Havsgamar
- 1916: Hon segrade
- 1916: Politik och brott
- 1916: Skepp som mötas
- 1916: Therèse
- 1917: Paradisfågeln
- 1917: Verlobungsschmerzen (Thomas Graals bästa film) (auch Filmrolle)
- 1917: Das Mädchen vom Moorhof (Tösen från Stormyrtorpet)
- 1917: Värdshusets hemlighet
- 1918: Ehefreuden (Thomas Graals bästa barn)
- 1918: Das Lied von der feuerroten Blume (Sången om den eldröda blomman)
- 1919: Das Geheimnis des Klosters (Klostret i Sendomir)
- 1919: Karin Ingmarsdotter
- 1920: Erotikon
- 1920: Fiskebyn
- 1920: Schweres Blut (Johan)
- 1921: Die Landesflüchtigen (De landsflyktige)
- 1922: Det omringade huset
- 1923: Anderssonskans Kalle på nya upptåg
- 1923: Friaren från landsvägen
- 1924: Grevarna på Svansta
- 1924: Halta Lena och vindögda Per
- 1925: För hemmet och flickan
- 1925: Styrman Karlssons flammor
- 1926: Lyckobarnen
- 1935: Äventyr i pyjamas

(Quelle:)